# Nora Bierich
Nora Bierich (* 1958 in Berlin) ist eine deutsche literarische Übersetzerin aus dem Japanischen.
Nora Bierich hat in Berlin und in Tokio Philosophie und Japanologie studiert. Sie arbeitet als Übersetzerin zeitgenössischer japanischer Literatur. Zu ihren Autoren gehören Kenzaburō Ōe, Yukio Mishima, Haruki Murakami, Keiichirō Hirano  die Manga-Autoren Yoshiharu Tsuge und Shigeru Mizuki, sowie der Philosoph Kōjin Karatani und der Zen-Mönch und Gartendesigner Shunmyō Masuno.
Sie ist seit 2021 Vorsitzende der Weltlesebühne. Nora Bierich lebt in Berlin.

## Übersetzungen
Romane und Erzählungen
- Keiichiro Hirano: Das Leben eines Anderen. Roman. Suhrkamp, Berlin 2025.
- Kazuki Kaneshiro: Go!  Cass Verlag, 2016.

- Haruki Murakami: Der Elefant verschwindet. Erzählungen. Berliner Verlagsges. Berlin 2003.
- Haruki Murakami: Schlaf. Mit Illustrationen von Kat Menschik. DuMont, Köln 2018.
- Haruki MurakamI: Wie ich eines schönen Morgens im April das 100%ige Mädchen sah.Reinbek b. Hamburg, Rowohlt, 2001.
- Mishima Yukio: Bekenntnisse einer Maske. Kein & Aber, 2022.
- Mishisma Yukio: Leben zu verkaufen. Roman.  Kein & Aber, 2022.
- Kenzaburo Oe: Der atemlose Stern. Roman. Frankfurt a. M., S. Fischer, 2003
- Kenzaburo Oe: Licht scheint auf mein Dach: Die Geschichte meiner Familie. S. Fischer, Frankfurt a. M.,2014.
- Kenzaburo Oe: Der nasse Tod. Roman über meinen Vater. S. Fischer, Frankfurt a. M. 2018.
- Kenzaburo Oe: Sayonara, meine Bücher. S. Fischer, Frankfurt a. M. 2008.
- Kenzaburo Oe: Tagame Berlin-Tokyo. Roman. S. Fischer Verlag, Frankfurt a. M. 2005.
- Hiroko Oyamada: Das Loch. Reinbek b. Hamburg, Rowohlt 2024.
- Fumiko Takano: Am Anfang ist ein Strich.  Reprodukt, Berlin, 2025.
- Yoshiharu Tsuge: Der nutzlose Mann. Reprodukt, Berlin 2020.
- Yūko Tsushima: Räume des Lichts. Roman. Arche Literatur Verl., 2023.
- Rika  Yokomori: Tokyo Girl. Roman. Goldmann, München, 2009.

Sachliteratur
- Arata Isozaki: Das Japanische in der Architektur. Edition AK, 2025. ISBN 978-3-98206316-4
- Ryunosuke Koike: Die Kunst des Nichtdenkens. Piper, 2015. ISBN 978-3-49230723-9
- Shunmyō Masuno: Zen Magic. Barth, 2019. ISBN 978-3-426-29296-9

## Preise und Auszeichnungen
- 2008 wurde sie für ihre Übersetzung des Romans  Tagame: Berlin – Tokyo von Kenzaburō Ōe mit dem Übersetzerpreis der Japan Foundation ausgezeichnet.[2]
- 2019 erhielt sie gemeinsam mit Ursula Gräfe mit dem Noma Award for Translation of Japanese Literature.[3]